# Muriaé
Muriaé es un municipio brasilero del estado de Minas Gerais. Su población estimada en 2019 era de 108.763 habitantes.

## Etimología
Como principal legado, el pueblo indígena dejó el nombre de la ciudad. Aunque no exista consenso sobre el significado de la palabra “Muriaé”, la mayoría de las hipóteses apunta a la relación con la existencia de mosquitos.

## Geografía
Con una población de 100.001 habitantes (IBGE/2009), el municipio de Muriaé se encuentra en la Mesorregión de la Zona del bosque, dentro de la cuenca del río Paraíba del Sur. Los principales ríos que cortan el municipio son los ríos Muriaé (afluente del río Paraíba del Sur) y Glória (afluente del Muriaé).
Las tierras del municipio presentan altitudes entre 209 metros en la sede y 1110 metros (Colina del Cerro). El clima es del tipo tropical, caliente y húmedo en el verano, con temperaturas máximas que llegan hasta 40° y mínimas de 30°. Seco en el invierno, con temperaturas máximas que de 25° y temperaturas mínimas hasta 15°. Temperaturas medias anuales entre 25° y 30°.

### Distancias
De Muriaé las principales ciudades de la Zona del bosque:
- Carangola-80 km
- Cataguases-60 km
- Leopoldina-64 km
- Juiz de Fora-158 km
- Ubá-130 km

## Economía e infraestructura
La región de Muriaé es compuesta por municipios de infraestructura y fuerte crecimiento comercial e industrial.
La mayor parte del PIB del municipio de Muriaé es relativa al sector terciário, el cual dota la ciudad de una buena infraestrutura de servicios. La industria también tiene papel de importancia, principalmente la industria de la moda - confección de artículos del vestuario y acessórios. Otras industrias, como las de producción de alimentos y bebidas y montage de vehículos, completan el parque industrial muriaeense.
Las principales carreteras que cortam el municipio son la BR-116, BR-265 y BR-356. Muriaé cuenta aun con un aeropuerto. La ciudad posee instituciones de educación superior y capacitación profesional.
En el área educacional Muriaé cuenta con varias escuelas de 1° y 2° grado estatales y municipales, cuenta también con 3 facultades, Fafism, Unipac y Faminas, ofreciendo gran variedad de cursos superiores en las áreas de las ciencias humanas, exactas, biológicas, salud y también algunos cursos de posgradoo.

## Historia
Inicialmente habitada por los indios Puris, la región del municipio de Muriaé tuvo su colonización iniciada por el comercio de blancos con los indígenas. De acuerdo con los registros históricos, la ciudad, en el inicio de su poblamiento, era una región palustre, que presentaba hasta finales del siglo XIX, altísima incidencia de fiebre amarilla.
El poblado creció rápidamente, al principio, con una sola calle a lo largo del río dando origen al “Puerto”, a la “Barra” y al “Armazón”, en razón del río que costeaban y, después, diseminando su caserío en todas las direcciones. El 7 de abril de 1841 fue creado el distrito con el nombre de São Paulo del Muriahé, perteneciendo a San Juan Batista del Presidio (actual municipio de Visconde del Rio Branco) y subordinado eclesiásticamente a Santa Rita del Glória (actual municipio de Miradouro).
En 16 de mayo de 1855, por la “Ley nº. 724”, con el nombre de São Paulo del Muriahé el distrito fue elevado a la categoría de villa, separándose de San Juan Batista del Presidio. La Villa de São Paulo del Muriahé sería elevada a la condición de ciudad recién el 25 de noviembre de 1865, por la “Ley nº. 1257”. La denominación Muriaé solo vendría con la “Ley nº. 843”, del 7 de septiembre de 1923.

### Formación Administrativa
El municipio de Muriaé, en la fecha de su implantación, en 30 de septiembre de 1861, poseía cuatro distritos: São Paulo del Muriaé (sed); Nuestra Señora de la Glória (actual Itamuri, creado en 1843);
Muriaé tuvo otros distritos a lo largo de su historia, algunos desmembrados de su territorio y otros anexados, por leyes. Así, en 1864 Muriaé poseía también el distrito de Dores de la Vitória. En 1865, Santo Antônio del Muriaé (actual municipio de Miraí) fue separado del municipio de Leopoldina y anexado a Muriaé. En ese mismo año, fue creado el distrito de San Francisco de Paula de Buena Familia. En los años posteriores, fueron creados los distritos de Santa Rita del Glória (1868), San Sebastião del bosque (actual municipio de Eugenópolis) y San Sebastião de la Cascada Alegre (1870).
Muriaé cuenta en 2007 con ocho distritos: Muriaé (sed); Belisário; Buena Familia; Bueno Jesús de la Cascada; Itamuri; Pirapanema; Vermelho; Macuco.
De los 127 municipios de la Zona del bosque de Minas Gerais, Muriaé está en quinto lugar en extensión territorial, siendo los cuatro primeros: Juiz de Fuera (1.424 km²), Mutum (1.248 km²), Manhuaçu (1.143 km²) y Leopoldina (943 km²).